# Hamju
Hamju là một huyện ở tỉnh Nam Hamyong, Bắc Triều Tiên.
Điểm cao nhất huyện là Norabong. Sông chính chảy qua đây là sông Sangchon (상천강). Ngoài khu vực ven biển, Hamju là một vùng núi non. Vùng này có gió phơn nên khí hậu đỡ khắc nghiệt hơn các vùng duyên hải Hoàng Hải.
Nông nghiệp ở huyện này dựa vào canh tác ruộng khô, nông sản chính là gạo, ngoài ra có đậu đỏ, khoai tây, rau. Ở đây cũng khai thác quặng sắt.
Tuyến đường sắt Hamgyong và tuyến đường sắt Hamnam chạy qua huyện này.